# ユーティリティフォグ

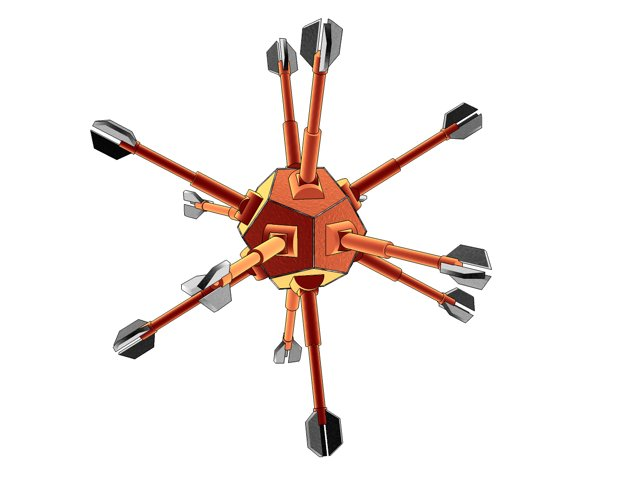
ユーティリティフォグは、フォグレットと呼ばれる分子マシンによって構成されている

ユーティリティフォグ（英語: Utility fog）は、多数の分子マシンが連携して機能的な構成要素を形成する架空の機械。

## 概要

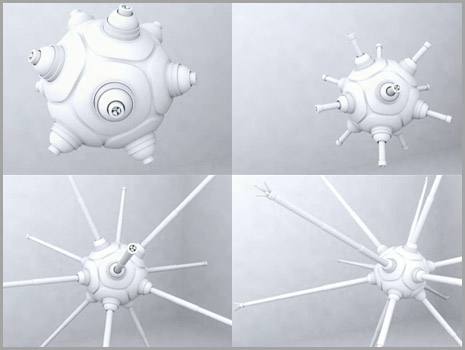
腕を伸ばすフォグレット

『フォグレット』と呼ばれる複数の結合器を備える自己組織化ロボットである多数の分子マシンが連携して用途に応じて離合集散する。1993年にJ. Storrs Hallによって発表された。前年の1992年にはランド研究所でスマートダストが考案されていた。

## 課題
- 二乗三乗の法則により、小型化すれば充電池に蓄積できるエネルギー量はサイズの3乗に比例して減少する。
- 太陽電池のような発電素子は発電量が面積に比例するので小型化すれば発電量はサイズの2乗に比例して減少する。
- 可燃物が含まれると粉塵爆発の危険性がある。